# Milly-la-Forêt
Milly-la-Forêt é uma comuna francesa no departamento de Essonne na região de Ilha de França.
É a sede do cantão de Milly-la-Forêt, a sede da comunidade de comunas des 2 Vallées, do Parque Natural Regional do Gâtinais français e do decanato de Milly-la-Forêt.
Vila gaulesa a partir de 285 a.C., local de nascimento de são Wulfram cerca do ano de 640, o domínio foi então oferecido aos senhores meritantes pelos reis da França. Arruinada pelos ingleses no século XIV, foi reconstruída e fortificada por Louis Malet de Graville no século XV, dotada de uma das mais importantes feiras francilianas.
Centro agrícola e comercial, na passagem da estrada de Lyon até o século XVIII, ela perdeu pouco a pouco o seu interesse a medida que os eixos rodoviários e ferroviários se desviaram dela.
Ela se tornou então a partir de meados do século XX um lugar de refúgio para os Parisienses e os artistas, incluindo Jean Cocteau e Christian Dior. É hoje uma atração turística importante do departamento, a capital das ervas aromáticas, com o meio ambiente preservado entre a província e Aglomeração Parisiense.
Seus habitantes são chamados Milliacois.

## Geografia

### Comunas limítrofes
O território de Milly-la-Forêt é relativamente grande, ele limita a sul a comuna de Oncy-sur-École, do sudeste ao nordeste, a comuna faz fronteira com as comunas Sena e Marne de Noisy-sur-École, Arbonne-la-Forêt e Fleury-en-Bière. Ao norte se encontram as aldeias de Courances e Moigny-sur-École, seguido pelo noroeste por Boutigny-sur-Essonne, a oeste por Maisse e ao sudoeste por Buno-Bonnevaux.

### Transportes

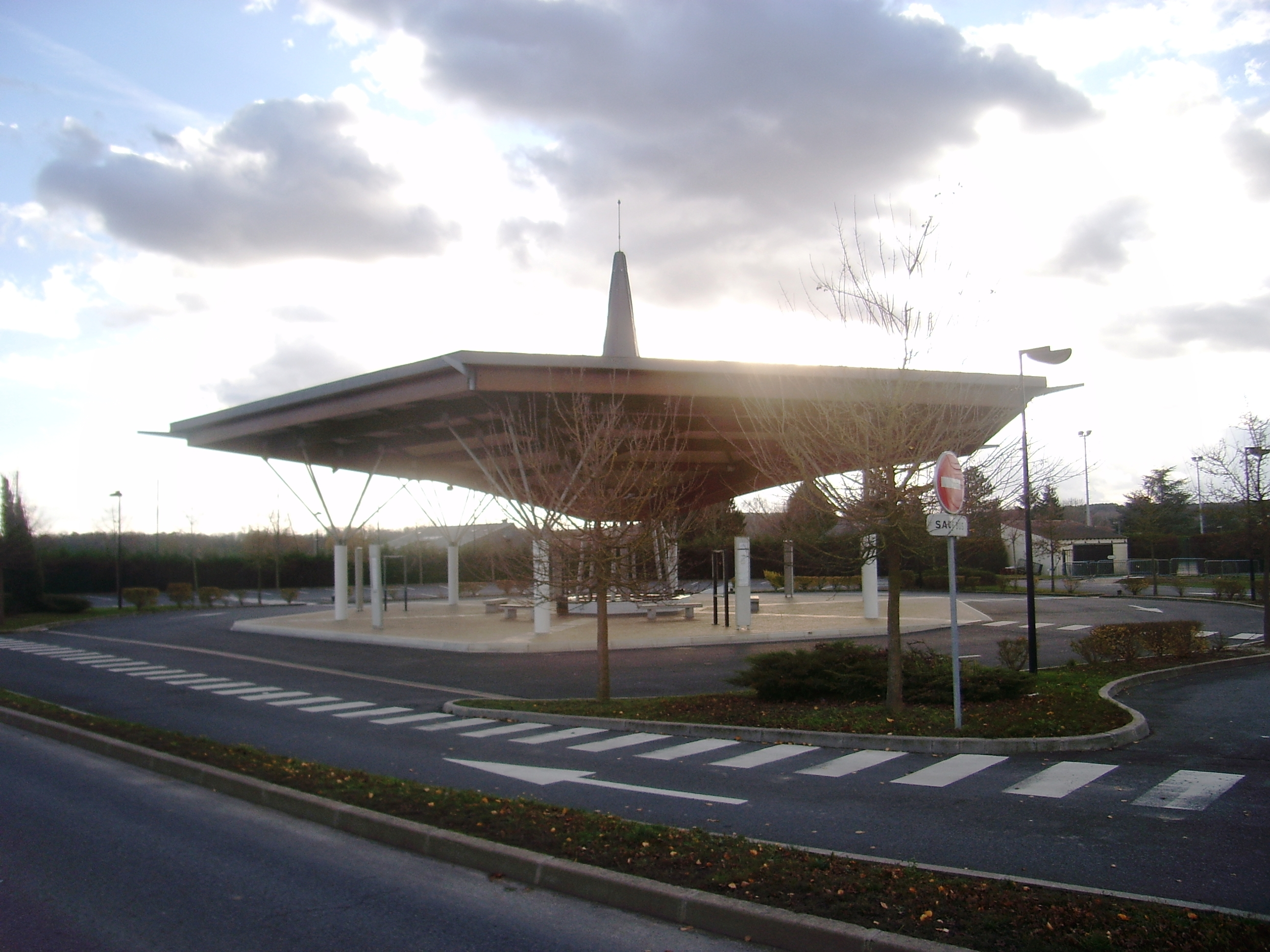
A estação rodoviária.

O École não é uma via navegável mas o seu vale de hospedagem é uma importante rota de comunicação, desde há muito tempo, hoje materializada pela estrada departamental 948 entre Milly-la-Forêt e Corbeil-Essonnes ao norte, levando assim ao Sena. Sítio comercial importante, Milly está assim na encruzilhada de muitas vias. Esta RD 948 continua para o sudoeste passa a estrada departamental 410 para Malesherbes e ao sudeste pela estrada departamental 16 no Sena e Marne para Nemours. Ao noroeste parte a pequena estrada departamental 105, que permite ligar o vale do Essonne a La Ferté-Alais. Milly-la-Forêt é finalmente situada no traçado da longa estrada departamental 837 que percorre por todo o sul do departamento entre Milly e Étampes e se estende então ao oeste para Dourdan sob o nome de estrada departamental 836 e Yvelines onde ela se torna RD 936, ele também leva a leste de Milly para o leste em Fontainebleau sob o número RD 409. Fortemente frequentada, esta RD  837 foi desviada do centro da cidade e forma a cerca de três quilômetros ao longo do anel viário norte, três rotatórias materializando as entradas da cidade. Finalmente, no nordeste se encontra a estrada departamental 372, que mantém o mesmo número em Sena e Marne e leva para Melun. É também o ponto de partida da estrada departamental 1 para o sudoeste da estrada departamental 142 para o sudeste.
Para além destes eixos locais, a comuna está longe das eixos principais, a auto-estrada A6 fica a apenas sete quilômetros de distância a leste e as estações mais próximas são as de Maisse na linha D do RER seis quilômetros ao oeste, de Buno-Gironville a oito quilômetros ao sudoeste ou de Boutigny, sempre na mesma linha, a oito quilômetros ao noroeste. A sociedade de ônibus Cars Bleus está instalada na comuna, ele opera na saída da estação rodoviária comunal as linhas 284-01 com destino a Avon, 284-02 para Étampes, 284-03 para Buno-Bonnevaux, 284-04 para Étampes por La-Ferté-Alais, 284-06 desde Oncy-sur-École para Evry e 284-07 para a estação de Boutigny-sur-Essonne. Milly-la-Forêt também está situada a trinta e sete quilômetros ao sudeste do Aeroporto de Paris-Orly, sessenta e oito quilômetros ao sul do Aeroporto de Paris-Charles-de-Gaulle, e para a aviação ligeira a sete quilômetros ao nordeste do Aeródromo de Buno-Bonnevaux.

## Toponímia
O primeiro nome do domínio foi Maurillac em gaulês, Mauriliaco em uma moeda merovíngia, tornado Maureliacum, Melliacum em 667, Milliacum em latim. O topônimo Milly é relativamente comum, refere-se com mais frequência a presença antiga de uma villa rustica possuía na época galo-romana por um certo Milius ou Emilius. Aqui, o nome foi importado em 1080 pelo cavaleiro Adão de Milly, originário de Milly-en-Beauvaisis e primeiro senhor do lugar. Mas uma carta datando de 651 já mencionava a denominação Melliacus. No século XIII foi adicionada a precisão do lugar, Miliacum in Gastineto em 1267, dando Milly-en-Gâtinais sem que não fosse formalizada. A pedido do Conselho municipal e por decreto de 6 de fevereiro de 1948, ele foi substituído por Milly-la-Forêt, então considerado mais "turístico" e para diferenciá-lo de seu homônimo Milly na Normandia.

## História

### As origens
De acordo com a História local redigida por dom Guillaume Morin, historiógrafo do Gâtinais, a aldeia de Milly pode ter sido fundada no ano 285 antes de Cristo, por Dryus, quarto rei dos Gauleses como um centro de iniciação druídico, como testemunhado hoje o menir da Pierre Droite. No tempo da Gália romana, a vila ficava então na estrada romana que hoje ainda se materializa pelo caminho de Grimery, medalhas romanas encontradas em 1825 e uma moeda de ouro com a efígie de Faustino de Roma. Em 52 antes de Cristo foi instalado um acampamento romano ao oeste do rio.

### Domínio senhorial
No século VII, a área então chamada Maurillacum pertencia a um certo Fulbert I, um oficial do exército de Dagoberto I, é assim que o rei foi coroado no ano 629 no que era então o castelo da Forest. O filho deste Fulbert nasceu em 647 e era conhecido como Wulfram de Sens. Recebido em 665 na corte do rei Clotário III e da rainha Batilda, ela o persuadiu de entrar nas ordens. Esta mesma rainha Batilda contribuiu para a criação de um Hôtel-Dieu dependente da abadia de Chelles. Em 685, ele deixou sua terra de Milly para a abadia de Saint-Wandrille de Fontenelle para evangelizar a Frísia, ele se tornou na sequência arcebispo de Sens. Carlos Martel recuperou estas terras à morte do santo, Milly entrou pela primeira vez no Domínio Real Francês.
Em 860, a província de Gâtinais voltou para o conde de Anjou, a área de Milly saiu do seio real. Mas em 1068, Fulque o Rechin deu a terra para Filipe I da França, o domínio foi então cedido aos senhores meritantes pelo rei. O primeiro dentre eles foi Adão de Milly, que recebeu o título em 1080, seu pai sendo então visconde de Sens. Em 1100, sua viúva Élisabeth deu uma parte do domínio situada na atual comuna de Villiers-en-Bière ao priorado de Longpont. A família de Milly obteve seu brasão de armas e seu lema em 1214 quando seus senhores e Pierre et Guillaume de Milly lutaram ao lado de Filipe Augusto para defender o reino. Em 1136, Guillaume de Milly deu as suas terras para a Igreja, o que permitiu a construção da capela Saint-Blaise. Em 1147, uma nova doação foi feita para a abadia de Barbeau. Um segundo Guillaume de Milly fez uma nova doação em 1175 à abadia de Longpont antes de casar-se em 1180 com Agnès de Nemours e de partir para a quinta cruzada.
Em 1283 , 1284, o rei Filipe o Ousado vinha regularmente para caçar em Milly. O domínio passou de mão em mão até 1286 quando Filipe o Belo o ofereceu a seu camareiro Hugues II de Bouville, o domínio incluía o castelo de Forest e as terras de Mondeville e especialmente a ereção para baronia-pariato. Em 1287, pela cessão por Estienne de Sully das terras, Hugues de Bouville se tornou o proprietário de todo o domínio. No início do século XIV, ele fundou o capítulo de Notre-Dame, confirmado em 1304 pelo arcebispo de Sens Estienne Besquart. Em 1320, Branca de Bouville se casou no castelo com Olivier de Clisson diante do rei Filipe o Longo. Em 1330, as freguesias de são pedro e a catedral de Notre-Dame foram coletados. Em 1337, a terra pertencia a um certo Guillaume de Meullent, depois para seu irmão Jean de Meulan, bispo de Meaux, de Noyon e depois arcebispo de Paris. Em 1356, após a derrota de Poitiers, a cidade foi devastada por saqueadores e em parte destruída pelos ingleses. Em 1371, as tropas de Eduardo de Woodstock que tomaram a cidade. Em 1373, Isabelle de Meulan deu aos Milliacois o direito de caça nas terras da paróquia.

### Época moderna

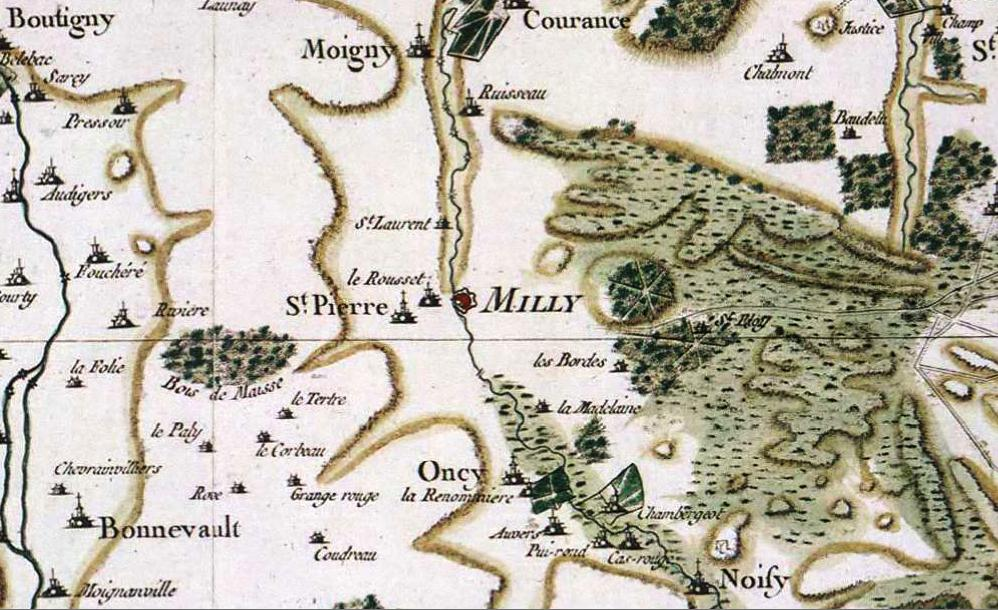
Mapa de "Milly" segundo Cassini.

No século XV, foi o almirante da França Louis Malet de Graville que construiu o castelo e cercou a cidade com fortificações, trespassado por sete portas (uma para o castelo, depois porte de Saint-Pierre, porte de Melun, porte de Fontainebleau, porte de Lyon, porte de Saint-Jacques e porte aux Grenouilles) e obteve a construção de um mercado coberto em 1479. Nesta época, o condado de Milly se estendia sobre as castelanias de Fleury, Achères, Nainville, Boutigny e Cély.
Esta reconstrução se fez em todo o bairro judeu, comunidade importante localmente, na origem da prosperidade comercial da cidade. Em 1495, o almirante de Graville instituiu um coro infantil na colegiada Notre-Dame, concluída em 1497 por uma empresa em Nangeville. Milly foi o primeiro relé na longa estrada real de Paris a Lyon, por isso, ela tinha uma relé dos correios. Em 1598, Henrique IV, que se hospedou em Fontainebleau foi para o hôtel du Lion d’Or place du marché. Com a morte de Gabrielle d'Estrées, ele continuou a passar por Milly, na estrada de Malesherbes para visitar sua amante Henriette d’Entragues. A importância comercial da cidade decresceu no século XVII quando Luís XIV decidiu desviar a rota de Paris a Lyon por Fontainebleau. Em 1759, o hôtel-Dieu foi reconstruído, mas em 1787, ele não tinha mais que seis leitos. Em 1781, a 19 de agosto e 17 de setembro, duas tempestades levaram às inundações no faubourg Saint-Pierre. Em 1792, os bens do hotel-Dieu foram confiscados.

### História contemporânea
Em 1831, durante a segunda pandemia de cólera, trinta e nove Milliacois morreram como resultado da doença. Em 1857 foi institucionalizada a festa patronal comunal Saint-Pierre. Durante o conflito de 1870, dos combates ocorreram entre os franco-atiradores e as tropas prussianas em 26 de setembro, os habitantes foram levados como reféns e rendidos contra um resgate de vinte mil francos de ouro. Em 1871, um kommandantur foi instalado no castelo. Em 27 de outubro de 1895 foi inaugurada a prefeitura.
A água corrente foi instalada na cidade em 30 de agosto de 1905 com a construção de uma torre de água no atual boulevard du Maréchal Joffre. Em 1 de abril de 1910 iniciou a operação da linha de tramway Milly-Melun, pela sociedade do Tramway Sud de Seine-et-Marne. Em 22 de setembro de 1912 foi inaugurada a estação de Milly na linha da CGB na linha entre Arpajon, Étampes, Milly e Corbeil inaugurada em 20 de outubro. Em 1915, o primeiro e o quarto regimentos de zuavos instalaram o seu centro de formação em Milly-la-Forêt, com cerca de três mil soldados. Em 1917, o centro de formação de Milly recebeu as tropas americanas. O ano de 1923 viu a halle benefício de uma classificação como monumentos históricos, realizado em 1926 pela igreja. Em 31 de agosto de 1930 foi realizada a Festa de aviação de Milly. Em 31 de julho de 1938 foi fechada a linha de tramway para Melun. Durante a Segunda Guerra Mundial, a planície de Chanfroy, no maciço des Trois-Pignons foi o cenário das execuções de reféns, realizado pela Gestapo de Melun. Em 21 de julho de 1944, vinte e dois prisioneiros foram abatidos, seguido em 17 de agosto de quatorze camaradas. Os corpos foram encontrados apenas em 7 de dezembro de 1944 pelos soldados norte-americanos. A linha do CGB foi fechada em 1 de julho de 1949 mas a operação entre Maisse e Milly durou até 1953. Em março de 1955, Jean Cocteau, Milliacois de adoção tornou-se acadêmico. Em 24 de dezembro de 1960 foi inaugurado pelo sub-prefeito e senador Édouard Bonnefous o novo hôtel des Postes. Todos os anos desde 1996, Milly-la-Forêt acolhe o mercado do ervanário: um fim de semana inteiro dedicado às plantas que fizeram a reputação da cidade. Porque esta comuna da Essonne, situado no Parque Natural Regional do Gâtinais français, é a capital histórica de ervas medicinais. Em 2007, um lote de milho transgênico foi descoberta em Milly-la-Forêt.

## Geminação
A comuna tem desenvolvido associações de geminação com:
- Forest Row (Inglaterra), localizada a 347 quilômetros[9];
- Morsbach (Alemanha), localizada a 468 quilômetros[10].

## Cultura e patrimônio

### Patrimônio ambiental

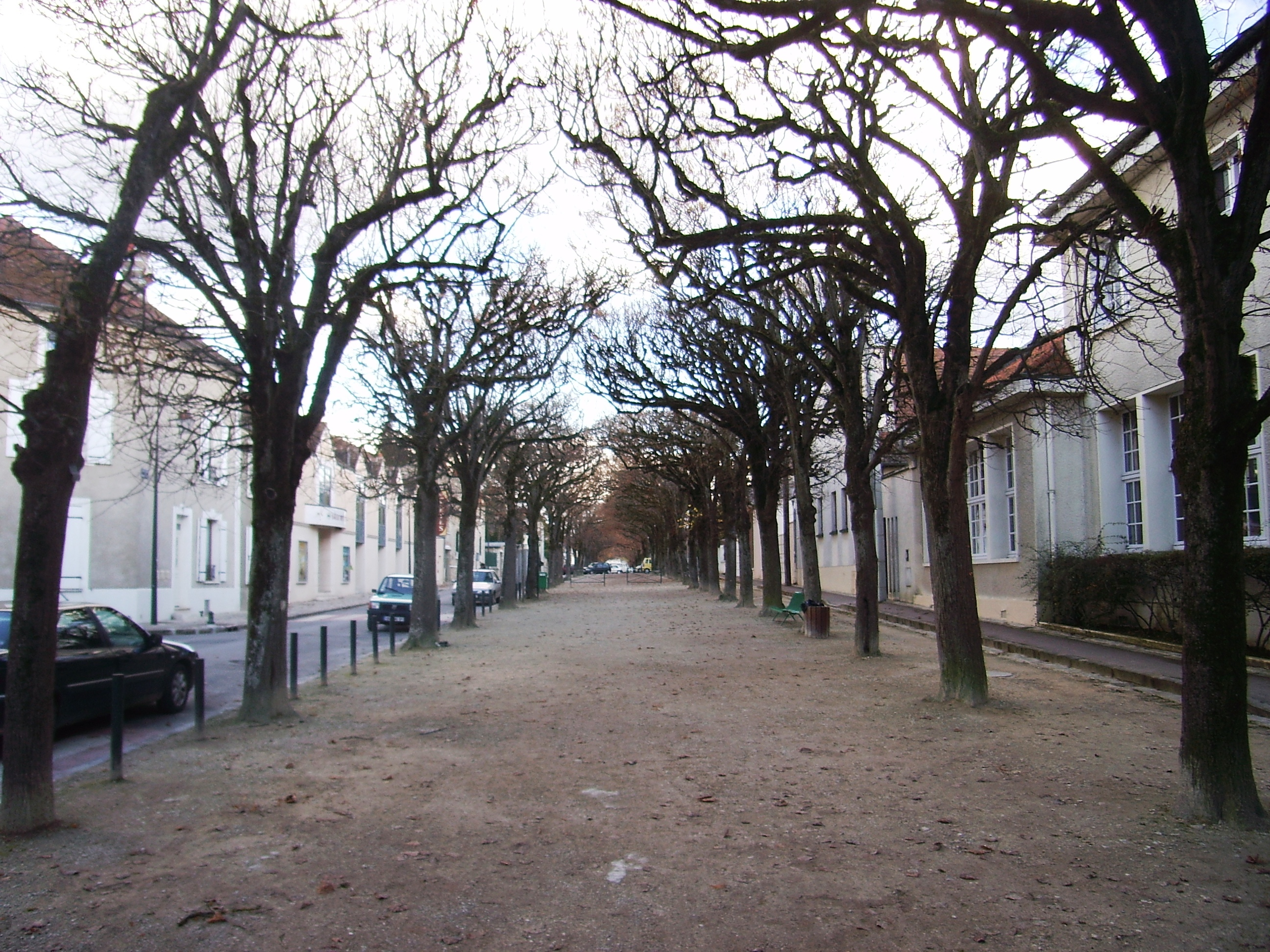
Alinhamento sobre o boulevard du Maréchal-Lyautey.

Nove décimos do território comunal tem mantido o seu caráter rural e natural composto de um meio de campos cultivados e de floresta, incluindo a floresta de Milly e a floresta des Trois-Pignons. Os bancos do École também são para a maior parte, manteve-se longe da urbanização e tem uma rede de lagoas e córregos. Nos boulevards, as plantações de tílias, castanhas e plátanos em mail materializam a posição das antigas muralhas da cidade e cercam hoje o centro da cidade.
O maciço des Trois-Pignons, a leste do território, é integrado no sítio Natura 2000 na Floresta de Fontainebleau, floresta de proteção e reserva biológica. A comuna também está localizada no coração da reserva da biosfera do Parque Natural Regional do Gâtinais français, às vezes chamado de "país das mil clareiras e do arenito". Em Milly-la-Forêt também é instalado em 1987 o Conservatório nacional das plantas de perfume, medicinais, aromáticas e industriais, a fim de conservar as plantas úteis e apresentá-las ao público. As margens do École e da vasta floresta comunal foram identificadas como espaços naturais sensíveis pelo Conselho geral de Essonne.
Os trilhos de grande rota GR 11, GR 32 , e o GR 111 passam pela comuna. Eles são complementados pelas trilhas departamentais, incluindo os vales do Essonne e do École. A comuna foi recompensada com uma flor em 2011 no concurso das cidades e aldeias floridas.

### Patrimônio arquitetônico
Um menir chamado la Pierre Droite foi classificado ao título dos monumentos históricos desde 1974.
Um circuito pedonal marcado desenvolvido pelo escritório de turismo local, atravessa a comuna. Ele permite de descobrir os diversos monumentos comunais.
Vários edifícios são classificados ou registrados ao título dos monumentos históricos, a capela Saint-Blaise-des-Simples do século XII decorada em 1959 por Jean Cocteau e classificada em 1982, o castelo do século XIII, modificada nos séculos XV e XVI, integrada ao vasto domínio de La Bonde é inscrito em 1972, a colegiada Notre-Dame de l’Assomption inscrita em 1926, o mercado coberto construído em 1479 e classificado em 1923, a casa de Jean Cocteau rue du Lau onde a fachada românica é registado desde 1969 e a cave do hôtel Moutier Péronne dos séculos XIII e XIV inscrita desde 1984.
Le Cyclop, obra monumental coletiva, por iniciativa de Jean Tinguely e Niki de Saint Phalle, doada à República Francesa e inaugurada em Predefinição:Date-, constitui uma parte importante do patrimônio histórico da comuna.
A porte du Moustier de Peronne, vestígio do domínio de Fulbert I, o columbário do domínio, a croix Saint-Jacques marcando o local da antiga igreja, a prefeitura construída em 1895, e as lavanderias do castelo, do Coul’d’Eau e de la Bonde completam este patrimônio.

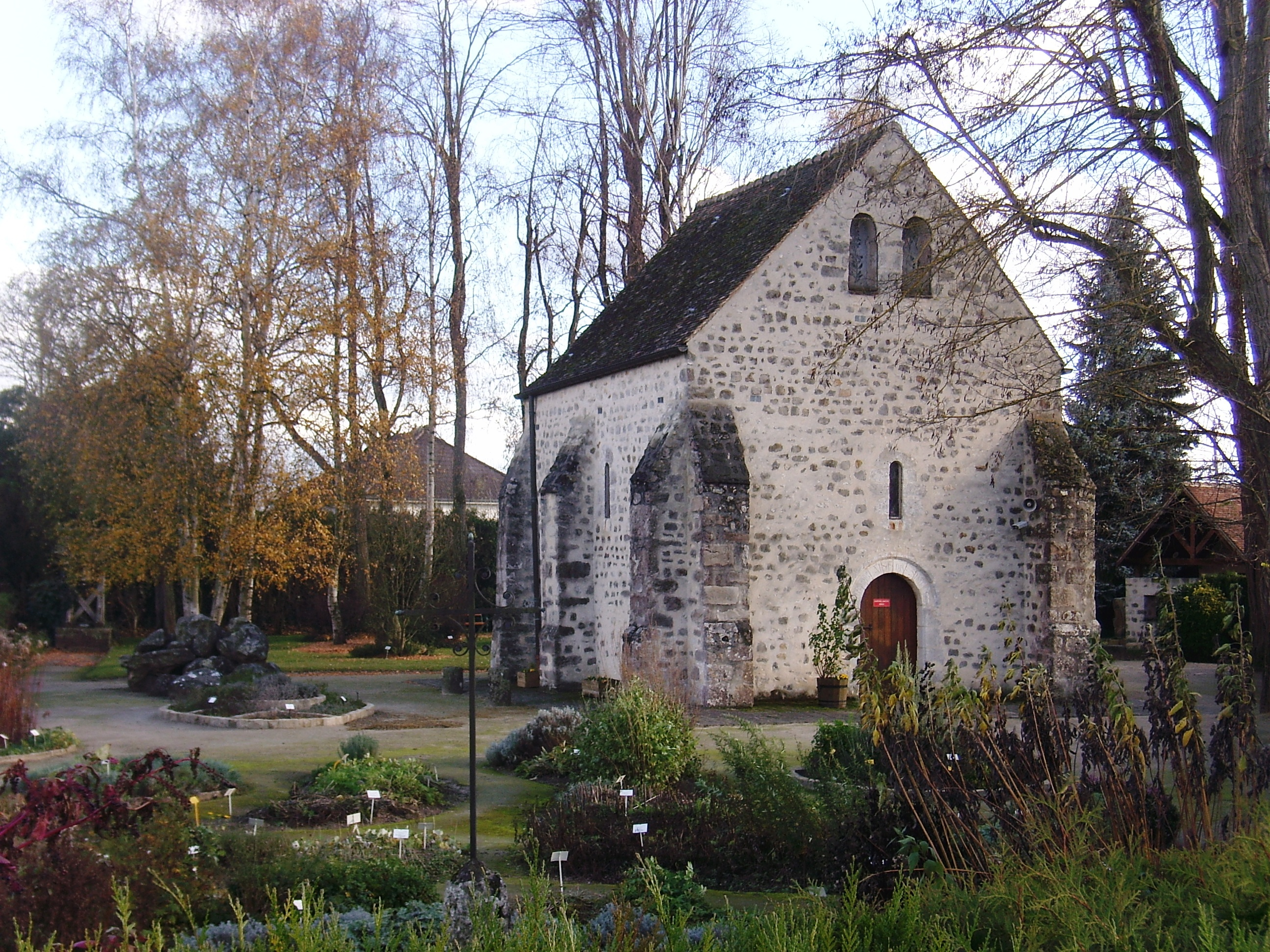
A capela Saint-Blaise-des-Simples.
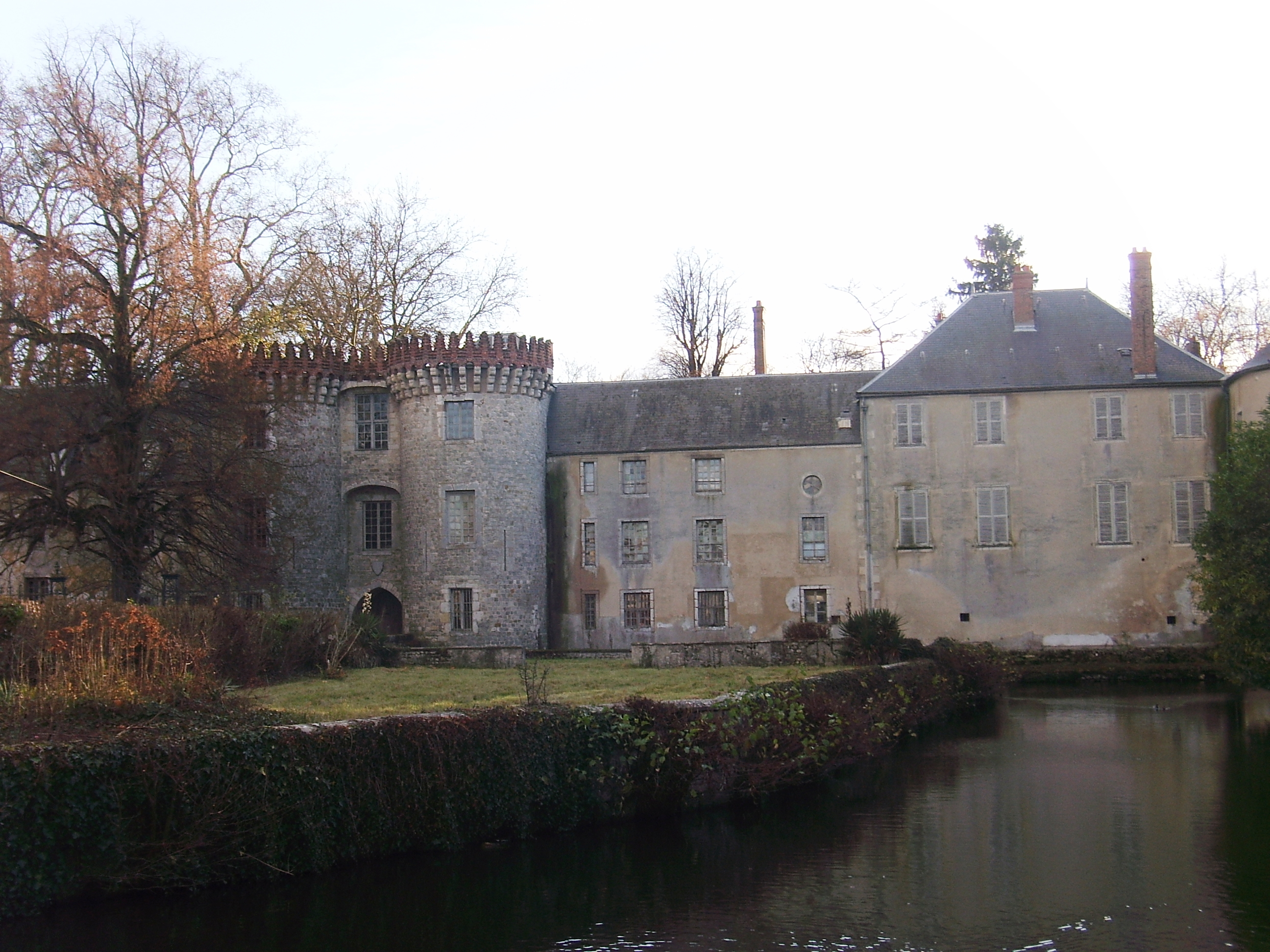
O castelo.
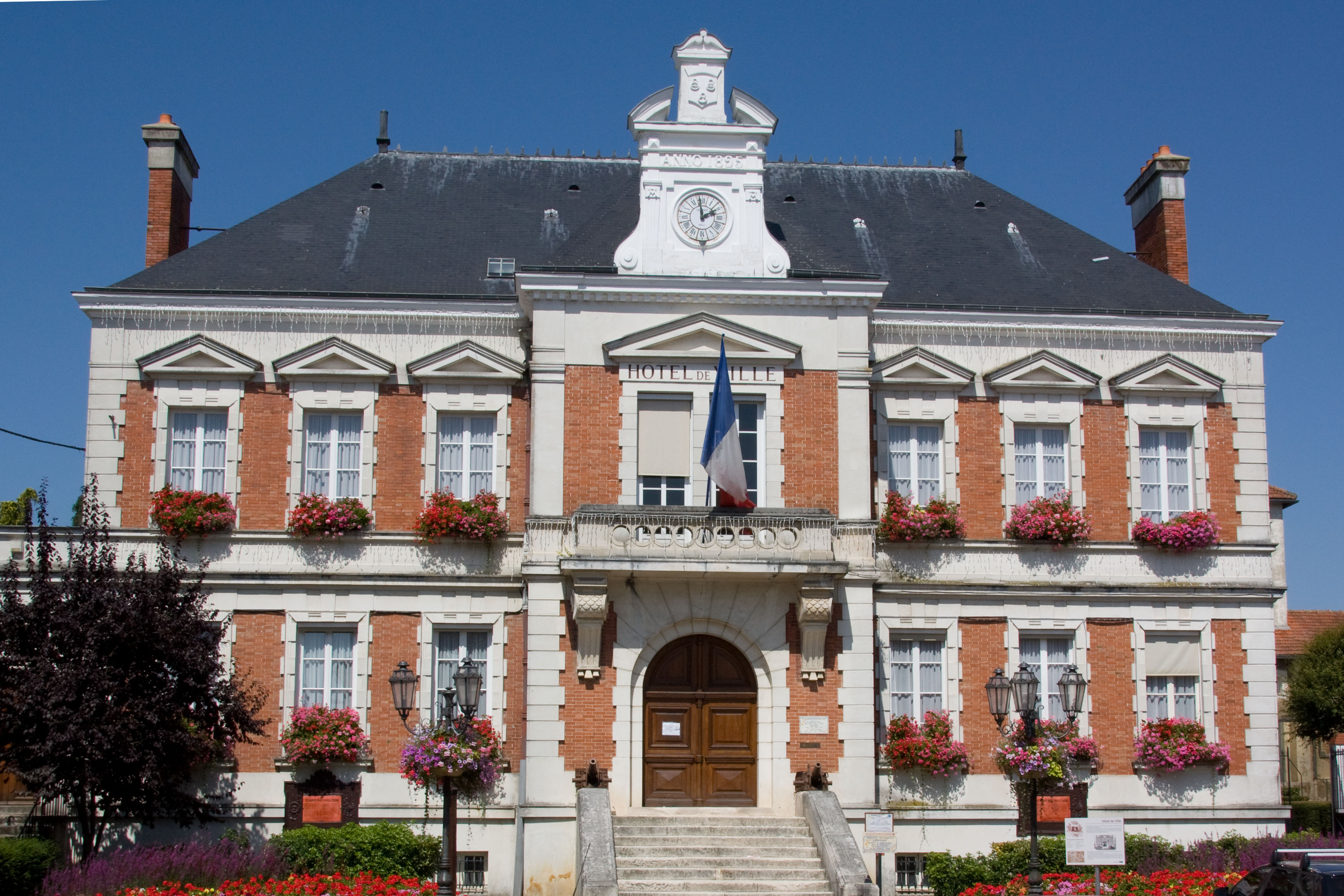
A prefeitura.
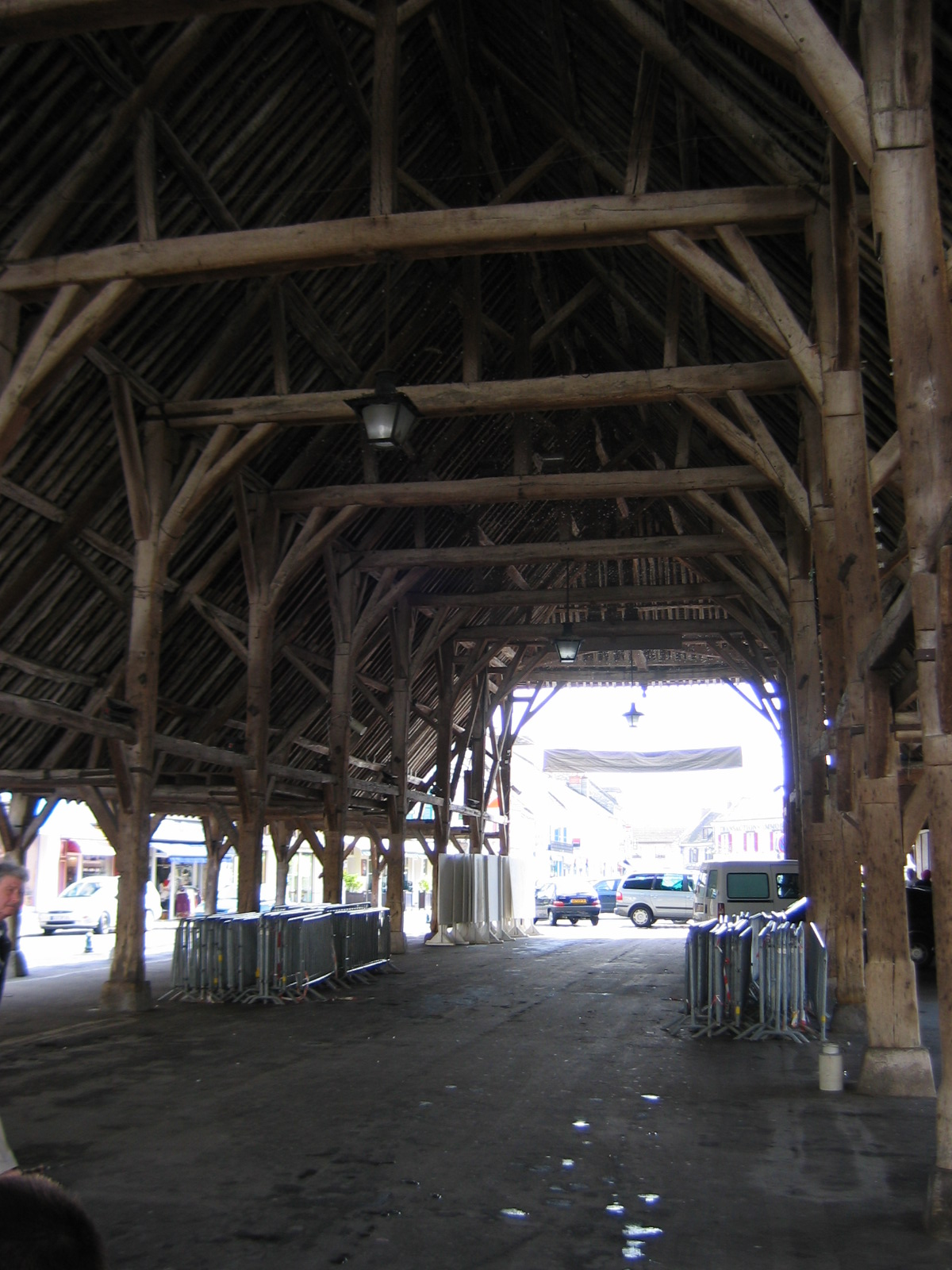
A cobertura do mercado.
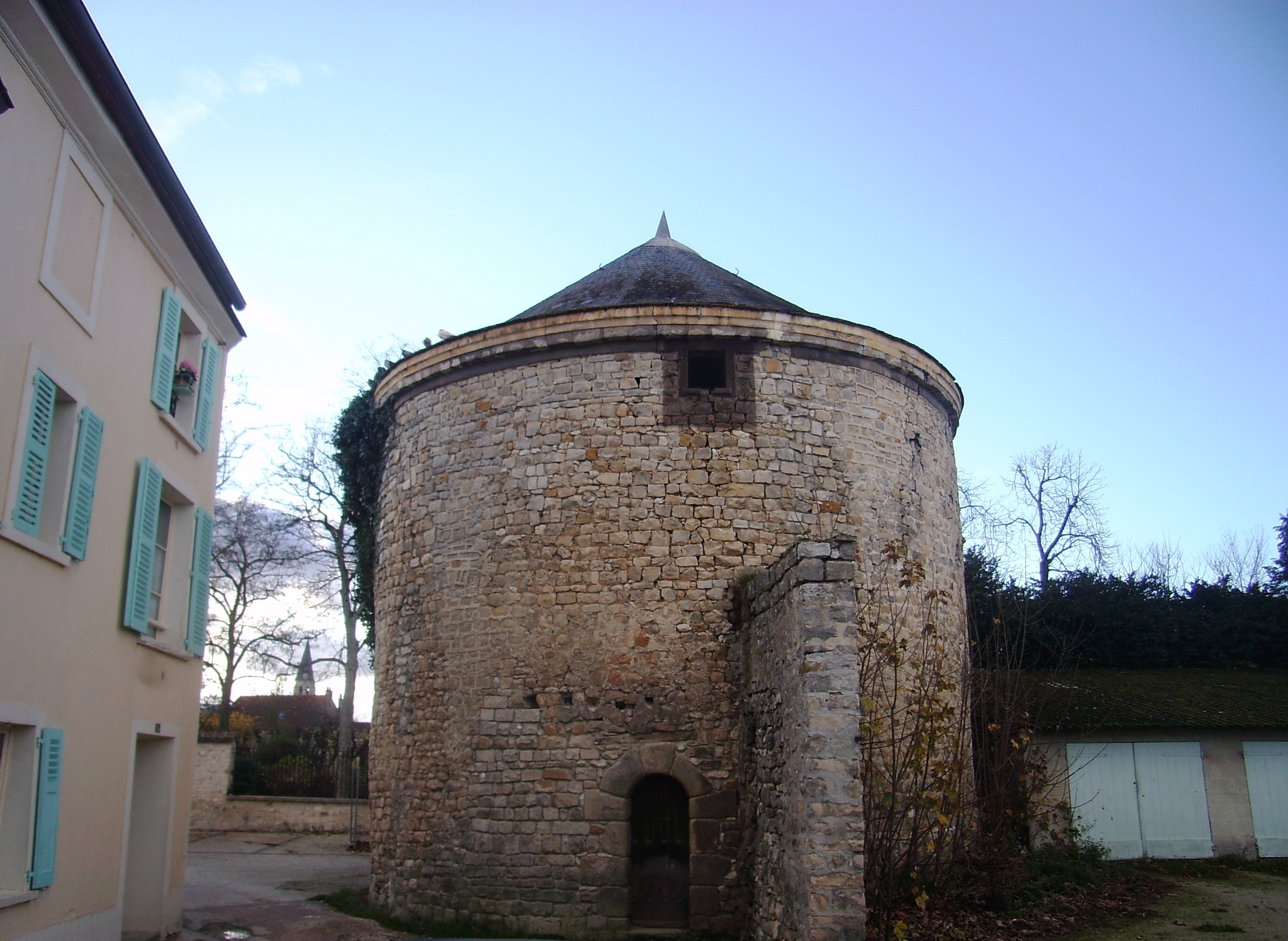
O columbário.
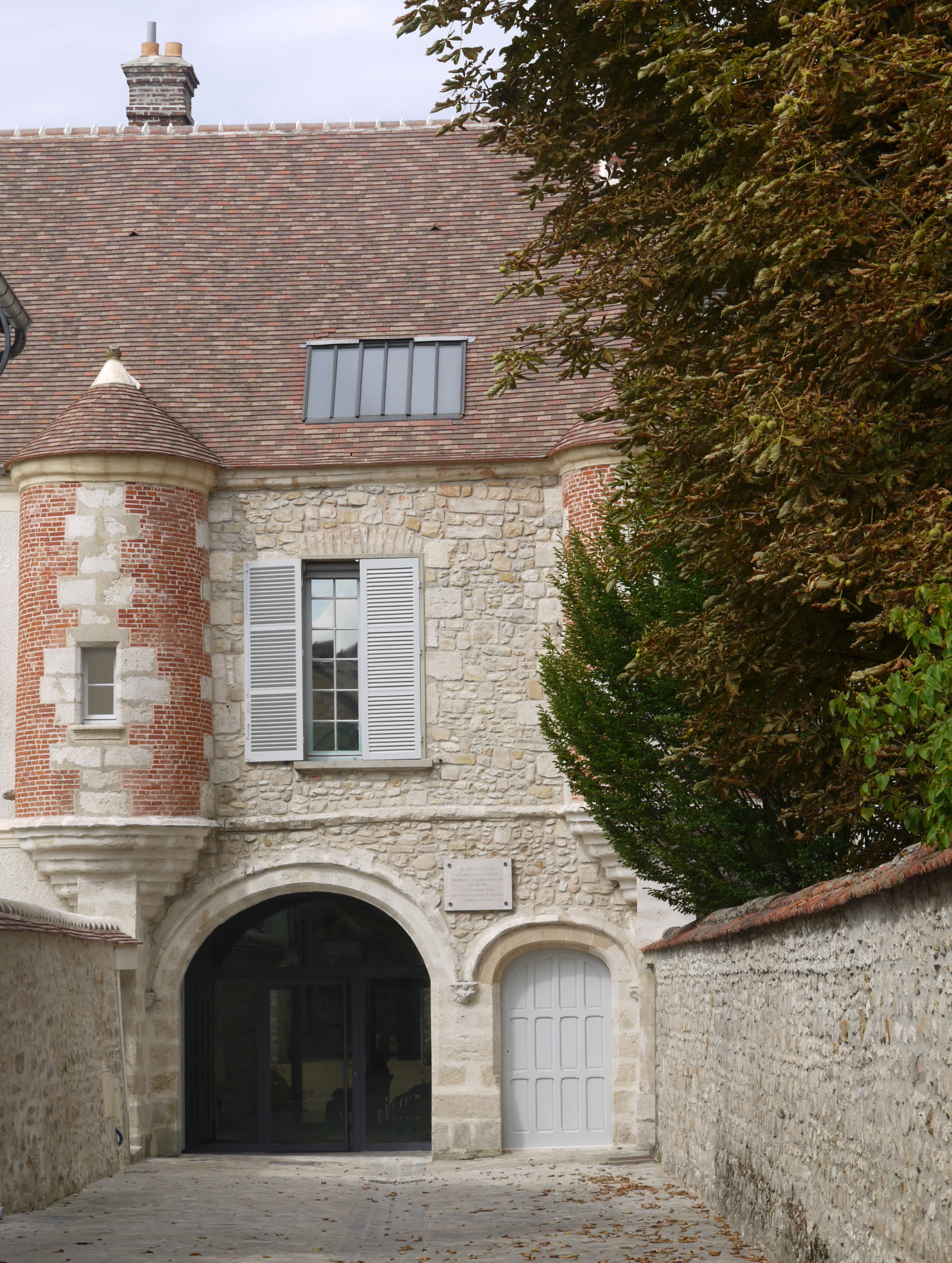
A Maison Jean Cocteau.
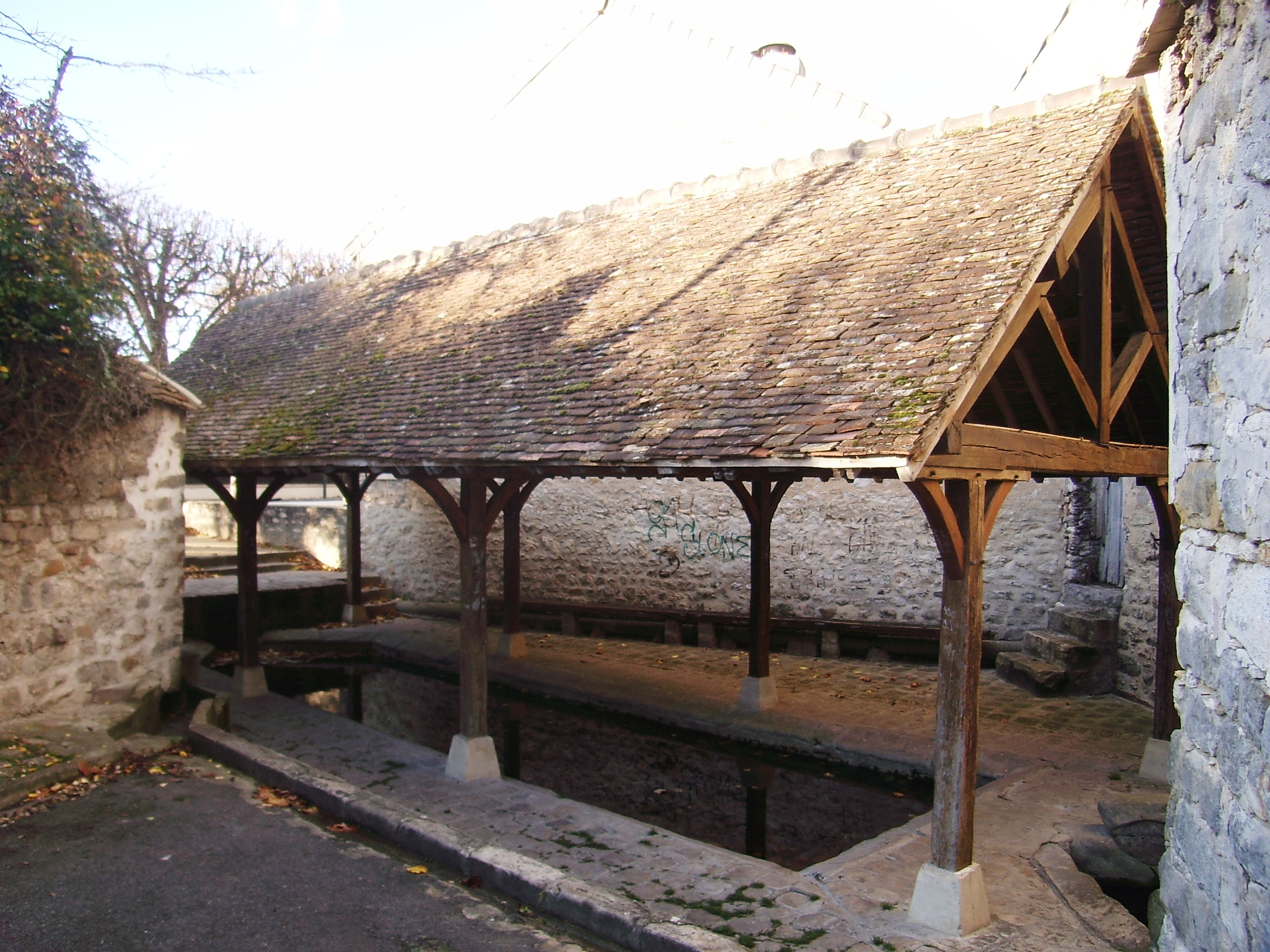
A lavanderia do Coul 'd'Eau.
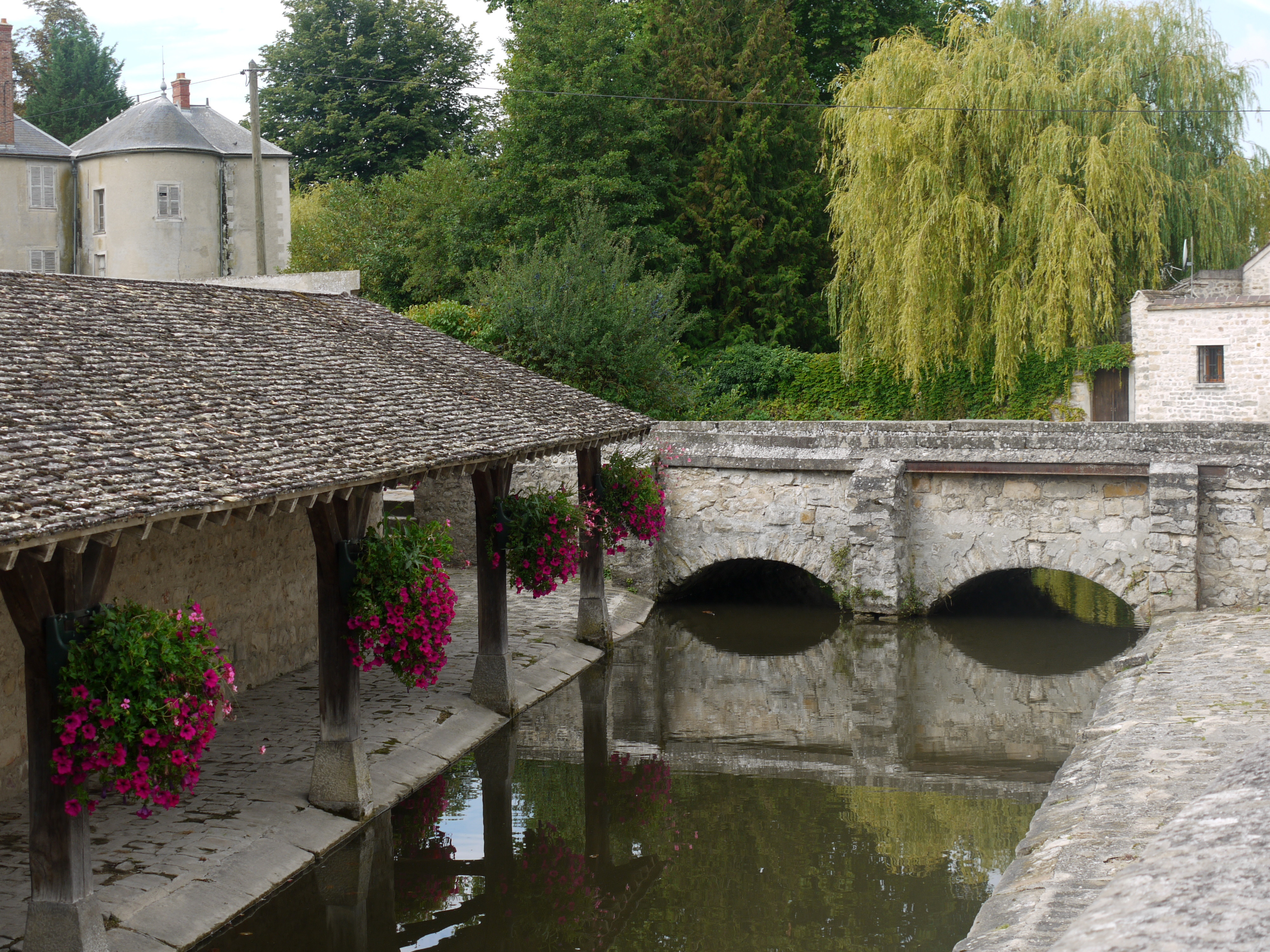
A lavanderia de la Bonde.
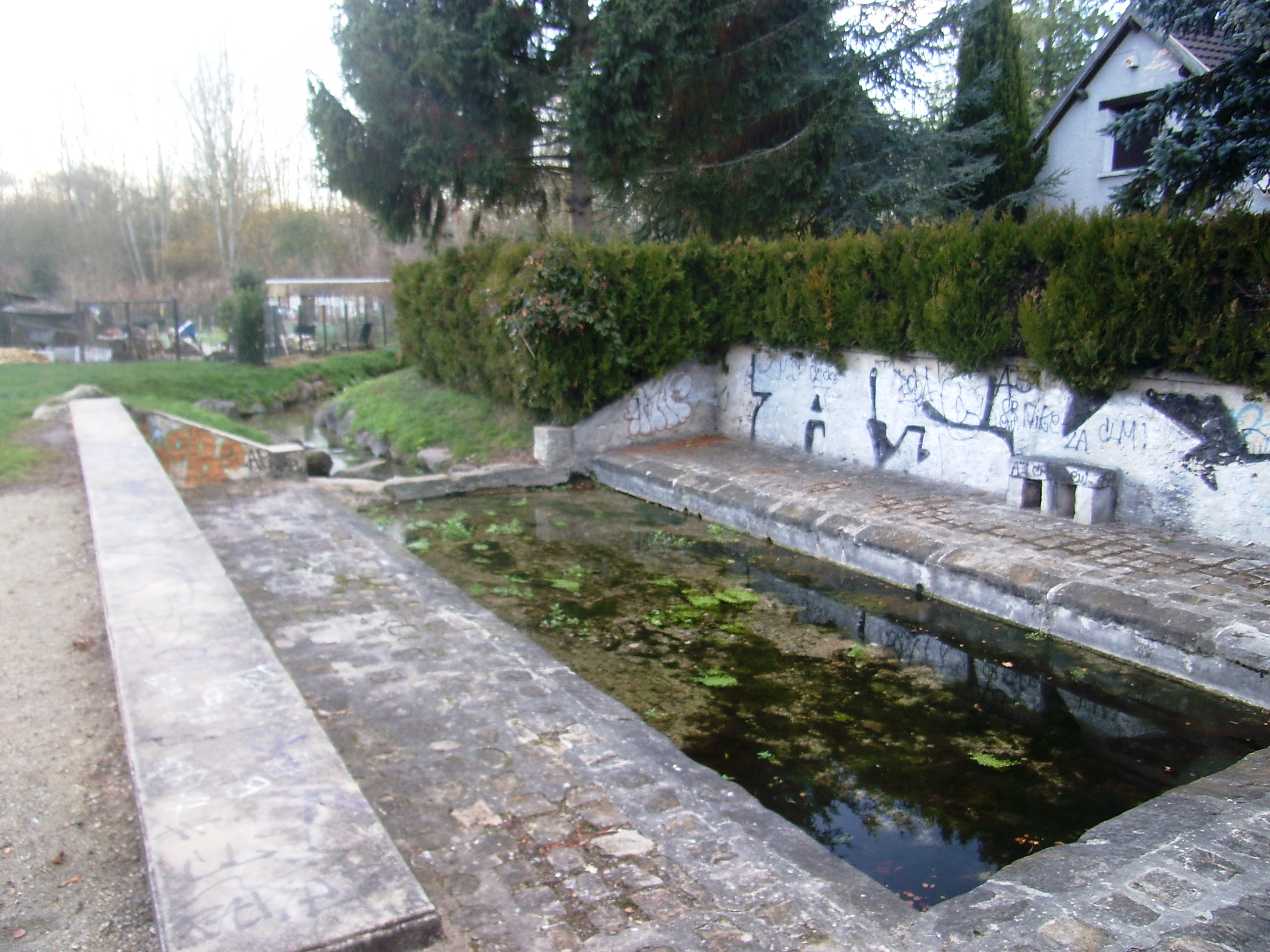
A lavanderia da rue de Melun.
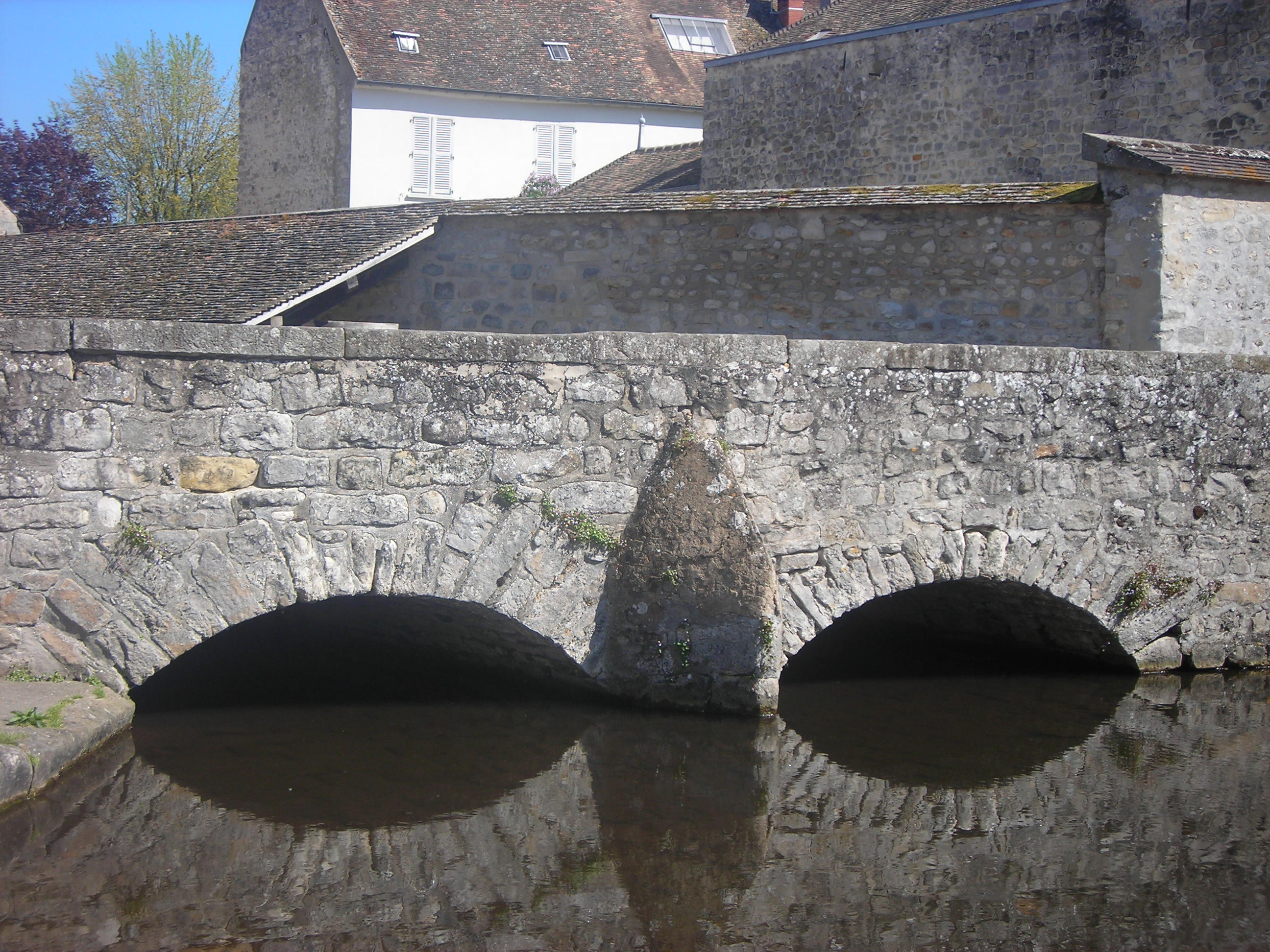
A ponte de la Corne perto do castelo sobre o École.
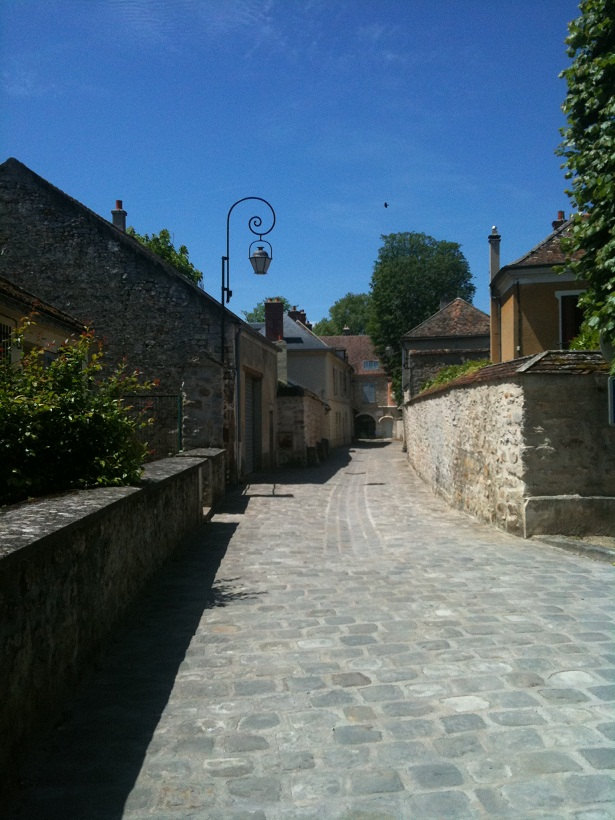
Milly-la-Forêt Rue du Lau.

### Gastronomia
Milly-la-Forêt é rotulada entre os sítios notáveis do gosto por sua produção de plantas aromáticas e legumes. O Conservatório nacional das plantas e perfumes medicinais, aromáticos e industriais é assim o guardião da tradição de cultura. Ela é bem conhecida por seus hortelãs-pimentas, seu mel, seu agrião e o produto derivado, o quiche com agrião.

### Personalidades ligadas à comuna

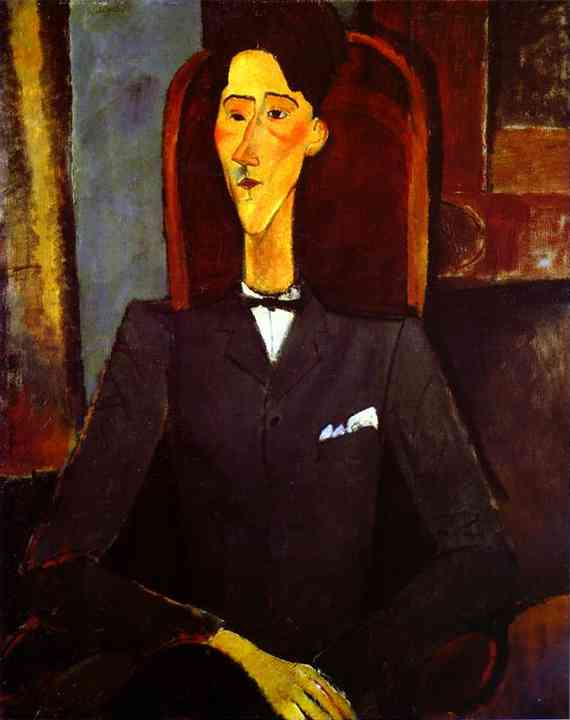
Jean Cocteau em 1916 por Amedeo Modigliani.

Várias figuras públicas, nasceram, morreram ou viveram em Milly-la-Forêt :
- Dagoberto I (c.602-638 ou 639), rei dos Francos, foi coroado em Milly.
- Wulfram de Sens (647-703), arcebispo de Sens e Santo.
- Luís IX (1214-1270), rei da França.
- Hugues II de Bouville (1240-1304), camareiro de Filipe o Belo, senhor de Bouville.
- Hugues III de Bouville (1275-1331), camareiro de Filipe o Belo, possuiu o castelo.
- Olivier V de Clisson (1336-1407), possuiu o castelo de Milly.
- Carlos VI (1368-1422), rei da França.
- Luís XI (1423-1483), rei da França.
- Louis Malet de Graville (v. 1438-1516), almirante da França, reedificou a vila no Predefinição:S-.
- Henrique IV (1553-1610), rei da França.
- Henri de Montmorency-Bouteville (1597-1616), vice-almirante da França.
- Antoine VII de Gramont (1722-1801), Par da França.
- Napoleão Bonaparte (1769-1821), imperador dos Franceses.
- Jean Cocteau (1889-1963), poeta, grafista e dramaturgo.
- Christian Dior (1905-1957), costureiro.
- Jean Marais (1913-1998), ator.
- Jean Tinguely (1925-1991), artista.
- Clotilde Joano (1932-1974), atriz.
- Jean-Marie Gustave Le Clézio (1940-), escritor e prêmio Nobel de literatura.